# Korfbal op de Wereldspelen 1997
Korfbal stond op het programma van de vijfde editie van de Wereldspelen dat in 1997 in Lahti, Finland plaatsvond. 
Dit was de 4e keer dat korfbal op het programma stond van de Wereldspelen.

## Deelnemers
- Nederland (titelverdediger)
- Duitsland
- Portugal
- België
- Australië
- Chinees Taipei

## Uitslagen
| Datum       | Land           | Score   | Land           |
| ----------- | -------------- | ------- | -------------- |
| 13 augustus | Chinees Taipei | 14 – 18 | België         |
| 13 augustus | Nederland      | 20 – 8  | Duitsland      |
| 13 augustus | Portugal       | 14 – 16 | Australië      |
| 14 augustus | Australië      | 4 – 32  | Nederland      |
| 14 augustus | Portugal       | 12 – 21 | België         |
| 14 augustus | Chinees Taipei | 14 – 9  | Duitsland      |
| 15 augustus | Australië      | 9 – 25  | België         |
| 15 augustus | Nederland      | 25 – 9  | Chinees Taipei |
| 15 augustus | Duitsland      | 15 – 10 | Portugal       |
| 16 augustus | Nederland      | 32 – 8  | Portugal       |
| 16 augustus | België         | 28 – 15 | Duitsland      |
| 16 augustus | Australië      | 13 – 20 | Chinees Taipei |
| 17 augustus | Duitsland      | 18 – 7  | Australië      |
| 17 augustus | Chinees Taipei | 24 – 22 | Portugal       |
| 17 augustus | België         | 16 – 22 | Nederland      |

## Eindstand
| Plaats op ranglijst | Team           |
| ------------------- | -------------- |
| Goud                | Nederland      |
| Zilver              | België         |
| Brons               | Chinees Taipei |
| 4                   | Duitsland      |
| 5                   | Australië      |
| 6                   | Portugal       |

| Kampioen van World Games 1989 |
| ----------------------------- |
| Nederland                     |